# کوه لوس
کوه لوس یکی از مکان‌های زیبای شهرستان نور می‌باشد.

## وضعیت
این کوه بیشتر اوقات مه گرفتگی دارد. آب شرب نیز به این کوه کشیده شده و برق نیز دارد گر چه در ارتفاع بالایی قرار دارد. در فاصلهٔ ۳۰ کیلومتری رویان قرار دارد، در مسیرش آبشار آب پری قابل مشاهده است.